# Phương diện quân Trung Tâm
Phương diện quân Trung tâm (tiếng Nga: Центральный фронт) là một tổ chức tác chiến chiến lược của Hồng quân Liên Xô trong Thế chiến thứ hai.

## Lịch sử

### Thành lập
Phương diện quân Trung tâm được thành lập ngày 24 tháng 7 năm 1941 trên cơ sở các đơn vị cánh phải của Phương diện quân Tây. Lực lượng chủ lực ban đầu của phương diện quân được tổ chức thành các tập đoàn quân 13 và 21, phối thuộc thêm Hải đoàn Pinsk. Thượng tướng Fyodor Kuznetsov được bổ nhiệm làm Tư lệnh phương diện quân, Thượng tướng Leonid Sandalov, Tham mưu trưởng, Thiếu tướng Mikhail Dmitriev, Chỉ huy trưởng Pháo binh, Sư đoàn trưởng Grigory Vorozheykin, Chỉ huy trưởng Không quân. Chỉ huy sở được đặt tại Gomel. Phân giới với Phương diện quân Tây là Bryansk, Roslavl, Shklov, Minsk. Hướng hoạt động chính của phương diện quân là Gomel, Bobruisk, Volkovysk.
Ngày 1 tháng 8 năm 1941, Tập đoàn quân 3 được bổ sung vào biên chế phương diện quân. Ngày 7 tháng 8, tướng Kuznetsov được triệu hồi về Moskva để được giao nhiệm vụ mới. Trung tướng Mikhail Yefremov được bổ nhiệm Tư lệnh phương diện quân.
Ngày 8 tháng 8, Binh đoàn thiết giáp số 2 (Panzergruppe 2) do Heinz Guderian chỉ huy, bắt đầu cuộc tấn công vào các đơn vị của phương diện quân Trung Tâm. Ngày 12 tháng 8, chiến dịch Rogachev-Gomel của Wehrmacht bắt đầu. Trước sức tấn công mạnh mẽ của quân Đức, các đơn vị thuộc phương diện quân chịu nhiều thiệt hại nặng nề, buộc phải rút khỏi các mục tiêu chiến lược. Ngày 19 tháng 8, Gomel thất thủ, 22 tháng 8, Mazyr cũng bị quân Đức chiếm đóng. Phần lớn binh lực còn lại của phương diện quân cũng bị bao vây và gần như bị tiêu diệt hoàn toàn ở gần Chernigov vào ngày 25 tháng 8 năm 1941. Vào đêm ngày 26 tháng 8 năm 1941, Đại bản doanh ra quyết định giải thể Phương diện quân Trung tâm. Các đơn vị còn lại và dải phòng thủ của nó được chuyển sang Phương diện quân Bryansk.

### Tái lập
Phương diện quân Trung Tâm được tái lập ngày 15 tháng 2 năm 1943, trên cơ sở Phương diện quân Sông Don chuyển đổi thành. Thượng tướng Konstantin Rokossovsky được bổ nhiệm làm Tư lệnh, Trung tướng Mikhail Malinin, Tham mưu trưởng Mặt trận, Thiếu tướng Konstantin Telegin, Ủy viên Hội đồng Quân sự. Thành phần chính của phươgn diện quân gồm có tập đoàn quân xe tăng 2, các tập đoàn quân 21, 65, 70, tập đoàn quân không quân 16. Chỉ huy sở đặt cách 10 km về phía đông của Yelets.
Ngay khi vừa thành lập, phương diện quân được giao nhiệm vụ hỗ trợ cho mũi tiến công của các phương diện quân Voronezh và Bryansk, hoạt động trên hướng Sevsk, Unecha "với nhiệm vụ lập tức cắt đứt tuyến đường sắt Bryansk - Gomel... qua Klimovichi, Khislavichi đến Smolensk với nhiệm vụ đánh chiếm vùng Smolensk và cắt đứt các đường rút lui của cụm quân Vyazma-Rzhev của kẻ thù". Đồng thời, phương diện quân sẽ chuyển sang tấn công trên các tuyến Bryansk, Gomel sang Smolensk cùng lúc với các cuộc tấn công của các phương diện quân Tây và Kalinin.
Tuy nhiên, do thực tế là các binh sĩ được triển khai từ Stalingrad đã không có thời gian tiếp cận chiến trường kịp thời, và Tập đoàn quân 21 đã được chuyển đến Phương diện quân Voronezh do sự phát triển không thuận lợi ở vùng Belgorod, cuộc tấn công của Phương diện quân Trung tâm đã không đạt được thành công theo kế hoạch. Quân Đức đã phát động phản công và đưa quân đội Liên Xô vào tình thế khó khăn. Ngày 21 tháng 3 năm 1943, Phương diện quân Trung tâm phải chuyển sang thế phòng thủ, rút khỏi một phần lãnh thổ đã chiếm được và chuyển đến các tuyến dự bị mới ở mặt phía Bắc của cái gọi là Vòng cung Kursk.
Thành phần chủ lực của Phương diện quân Trung tâm trong Trận Vòng cung Kursk hè năm 1943 gồm:
- Tập đoàn quân 48
- Tập đoàn quân 13
- Tập đoàn quân 70
- Tập đoàn quân 65
- Tập đoàn quân 60
- Tập đoàn quân Không quân 16

Lực lượng dự bị của phương diện quân khi đó gồm có các tập đoàn quân xe tăng số 2, số 9 và tập đoàn quân 19, cùng các đơn vị dự bị độc lập khác.
Khi quân Đức mở màn Chiến dịch Thành Trì (Unternehmen Zitadelle), hướng tấn công chính của quân Đức ở phía Bắc vòng cung Kursk nhắm vào tuyến phòng thủ của tập đoàn quân 13 và một phần của các tập đoàn quân 48 và 70. Sau khi cuộc tấn công của quân Đức bị đẩy lùi vào ngày 15 tháng 7 năm 1943, phương diện quân Trung tâm, với các lực lượng bên cánh phải (tập đoàn quân 48, 13 và 70, tập đoàn quân xe tăng số 2), đã phát động phản công theo hướng Kroma, do đó, hợp tác với lực lượng của các phương diện quân Bryansk và phương diện quân Tây đánh bại lực lượng Wehrmacht ở Oryol. Không lâu sau đó, do sự phát triển tấn công thuận lợi, Tập đoàn quân xe tăng cận vệ số 3 của Trung tướng Pavel Rybalko, đã được tung vào trận. Đến ngày 18 tháng 8, Chiến dịch Kutuzov đã hoàn thành, Hồng quân Liên Xô xóa "chỗ lồi" Oryol, tiến đến sát tuyến phòng ngự "Hagen" của Đức Quốc xã.
Ngày 26 tháng 8 năm 1943, phương diện quân bắt đầu cuộc tiến công mới trong chiến dịch Chernihiv-Pripyat. Ngày 29 tháng 9, các tập đoàn quân 13 và 60, vốn hướng tấn công dần về phía Kiev, đã được chuyển sang trực thuộc Phương diện quân Voronezh. Đến ngày 1 tháng 10, các tập đoàn quân 3, 50 và 63 được chuyển từ phương diện quân Bryansk sang. Do thay đổi về các tuyến kiểm soát của các đơn vị trực thuộc, nhiệm vụ của phương diện quân cũng được thay đổi lại để phù hợp với tình hình.
Ngày 15 tháng 10, phương diện quân Trung tâm phát động cuộc tấn công mới theo hướng Gomel với các lực lượng của tập đoàn quân 65 và 61 vừa được chuyển thuộc.
Là một phần trong động thái chung của Stavka nhằm hợp nhất và tăng hiệu quả chỉ đạo các phương diện quân, ngày 20 tháng 10 năm 1943, Phương diện quân Trung Tâm được đổi tên Phương diện quân Belorussia.

## Lãnh đạo phương diện quân

### Tư lệnh
| STT | Ảnh | Họ tên           | Thời gian sống | Thời gian tại nhiệm            | Cấp bậc tại nhiệm                    | Ghi chú                                                |
| --- | --- | ---------------- | -------------- | ------------------------------ | ------------------------------------ | ------------------------------------------------------ |
| 1   |     | F.I. Kuznetsov   | 1898 - 1961    | tháng 7, 1941 - tháng 8, 1941  | Thượng tướng (1941)                  |                                                        |
| 2   |     | M.G. Yefremov    | 1897 - 1942    | tháng 8, 1941                  | Trung tướng (1940)                   | Tự sát ngày 19 tháng 4 năm 1942.                       |
|     |     |                  |                |                                |                                      |                                                        |
| 3   |     | K.K. Rokossovsky | 1894 - 1976    | tháng 2, 1943 - tháng 10, 1943 | Thượng tướng (1943) Đại tướng (1943) | Nguyên soái Liên Xô (1944). Nguyên soái Ba Lan (1949). |

### Ủy viên Hội đồng quân sự
| STT | Ảnh | Họ tên           | Thời gian sống | Thời gian tại nhiệm            | Cấp bậc tại nhiệm                     | Ghi chú             |
| --- | --- | ---------------- | -------------- | ------------------------------ | ------------------------------------- | ------------------- |
| 1   |     | P.K. Ponomarenko | 1902 - 1984    | tháng 7, 1941 - tháng 8, 1941  |                                       | Trung tướng (1943). |
|     |     |                  |                |                                |                                       |                     |
| 2   |     | K.F. Telegin     | 1899 - 1981    | tháng 2, 1943 - tháng 10, 1943 | Thiếu tướng (1942) Trung tướng (1943) |                     |

### Tham mưu trưởng
| STT | Ảnh                                       | Họ tên        | Thời gian sống | Thời gian tại nhiệm            | Cấp bậc tại nhiệm                      | Ghi chú             |
| --- | ----------------------------------------- | ------------- | -------------- | ------------------------------ | -------------------------------------- | ------------------- |
| 1   |                                           | L.M. Sandalov | 1900 - 1987    | tháng 7, 1941 - tháng 8, 1941  | Đại tá (1938)                          | Thượng tướng (1944) |
| 2   | Tập tin:Соколов, Григорий Григорьевич.jpg | G.G. Sokolov  | 1904 - 1973    | tháng 8, 1941                  | Trung tướng (1940)                     |                     |
|     |                                           |               |                |                                |                                        |                     |
| 3   |                                           | M.S. Malinin  | 1899 - 1960    | tháng 2, 1943 - tháng 10, 1943 | Trung tướng (1940) Thượng tướng (1940) | Đại tướng (1953)    |

## Biên chế chủ lực

### 1 tháng 4 năm 1943
- Tập đoàn quân 13
- Tập đoàn quân 48
- Tập đoàn quân 60
- Tập đoàn quân 65
- Tập đoàn quân 70
- Tập đoàn quân xe tăng 2
- Tập đoàn quân không quân 16

### 1 tháng 10 năm 1943
- Tập đoàn quân 13
- Tập đoàn quân 48
- Tập đoàn quân 60
- Tập đoàn quân 61
- Tập đoàn quân 65
- Tập đoàn quân không quân 16